# Gnétum
A gnétum (Gnetum gnemon) a  leplesmagvúak (Gnetophyta) közé tartozó gnétumok (Gnetopsida) osztályának névadó nemzetsége, a  Gnetaceae család egyetlen nemzetsége mintegy 40 fajjal.

## Származása, elterjedése
A legtöbb faj Himalájától Kelet- és Délkelet-Ázsián át a Fidzsi-szigetekig nő, de hét Dél-Amerika egyenlítői övezetében honos.

## Megjelenése, felépítése
A legtöbb faj cserje, némelyik fa vagy folyondár. Törzsének, ágainak jellegzetességei a félhold alakú, bordákként kiemelkedő levélripacsok. Átellenesen álló ágai csomósan tagoltak.
Többnyire bőrnemű, tojásdad vagy hosszas, osztatlan, szárnyalt erű (a kétszikűekére hasonlító) levelei is átellenesen állnak. A sötétzöld, vékony, bőrszerűen durva, ép szélű, lándzsás, hegyes végű, mintegy 20 cm x 8 cm-es levéllemez mindkét oldala fényes.
A nagyon kicsi, jelentéktelen, egyivarú virágok és a termések legfeljebb 10 cm hosszú, a levelek hónaljából kinövő, ágas-bogas, 5–8 tagú örvökből álló álfüzérekben vagy murvaszerű lepellevelekből álló, tobozszerű képletekben nőnek,.
Termése csonthéjas; mérete és alakja az olajbogyóéhoz hasonlít, de ennek a magja ehető. A termés húsos része a virágtakaróból, belső, kemény héja a külső integumentum elfásodásából alakul ki. Legfeljebb 3,5 cm x 1,8 cm-es, eleinte zöld, éretten sárga vagy sötétvörös, sima, enyhén fényes. Kemény, bőrnemű külső héja kb. 1 mm vastag. Magja a világosbarna maghéj alatt fehér, strukturálatlan, kemény, dióbélszerű, enyhén keserű ízű.

## Életmódja, termőhelye
Örökzöld, többnyire kétlaki, de a virágban, illetve virágzatban általában a másik ivar kezdeménye is megvan. Nedves trópusi, valamint monszun éghajlaton egyaránt jól nő. Melegigényes, viszont szinte bármilyen talajon megél. Magról szaporítják; 5–8 éves korában fordul termőre.

## Felhasználása
Ehető magja miatt Délkelet-Ázsiában több faját termesztik. A sok keményítőt és ásványi anyagot, valamint A- és C-vitamint tartalmazó magokat héjuk nélkül főzve zöldségként eszik. Délkelet-Ázsiában a magokat lassan pörkölik, majd megőrlik; a lisztből kis, vékony lepényeket formálnak, és azokat a napon megszárítva, végül olajban megsütve ropogós falatkákként eszegetik.
A fiatal levelek és virágzatok főzeléknek jók.
Rostos kérgéből értékes köteleket, spárgát, hálókat és horgászzsinórokat készítenek.

## Rendszerezés
A nemzetséget két fajsorra bontják:
- Cylindrostachys fajsor:
  - Gnetum arboreum
  - Gnetum catasphaericum
  - Gnetum contractum
  - Gnetum costatum
  - Gnetum cuspidatum
  - Gnetum diminutum
  - Gnetum giganteum
  - Gnetum gnemonoides
  - Gnetum gracilipes
  - Gnetum hainanense
  - Gnetum klossii
  - Gnetum latifolium
  - Gnetum leptostachyum
  - Gnetum loerzingii
  - Gnetum luofuense
  - Gnetum macrostachyum
  - Gnetum microcarpum
  - Gnetum montanum
  - Gnetum neglectum
  - Gnetum oxycarpum
  - Gnetum parvifolium
  - Gnetum pendulum
  - Gnetum ridleyi
  - Gnetum tenuifolium
  - Gnetum ula

Gnetum fajsor 3 alfajsorral:
- Gnetum subsect. Araeognemones:
  - G. amazonicum
  - Gnetum camporum
  - Gnetum leyboldii
  - Gnetum nodiflorum
  - Gnetum paniculatum
  - Gnetum schwackeanum
  - Gnetum urens
  - Gnetum venosum
- Gnetum subsect. Gnetum egy fajjal:
  - Gnetum gnemon
- Gnetum subsect. Micrognemones:
  - Gnetum africanum
  - Gnetum buchholzianum